# Jeroni de Perigord
Jeroni de Perigord (Perigord,?-Zamora, Castella, 1120) conegut en castellà com Jerónimo, fou un religiós d'origen francès, que va anar a Castella cridat per l'arquebisbe de Toledo i que fou bisbe de València (c.1098-1102), de Salamanca (1102-1120) i d'Àvila (1103-1120)
Natiu de Perigord, fou un dels múltiples clergues reclutats i portats a la península Ibèrica per l'arquebisbe de Toledo, Bernardo el 1096. Va ser canonge a la catedral de Toledo, però el 1097/1098 va ser nomenat bisbe de València, durant l'etapa en què va ser senyor de València El Cid Rodrigo Díaz de Vivar, que va voler instal·lar un bisbe en substitució del que hi havia d'origen mossàrab. Tanmateix, va haver de retirar-se de la ciutat durant l'evacuació castellana, realitzada per part d'Alfons VI de Castella, a causa de la invasió almoràvit.
Retirat a Castella, al concili de Carrión de gener de 1103 el rei va assignar-li la reorganització i administració de les diòcesis restaurades de Salamanca, i es considera que també Àvila. De fet, el 1102 Jeroni ja tenia l'administració de la seu de Salamanca i la d'Àvila el 1103. Probablement va ocupar les diòcesis fins a l'any 1120, perquè no hi ha cap altra nomenament fins a les subscripcions posteriors als concili d'Oviedo de 1115, apareixen nous bisbes en aquestes seus, Sancho d'Àvila i Munio de Salamanca, que iniciaren el seu episcopat el 1121. Ell i els seus successors van tenir disputes per les delimitacions de les noves diòcesis restaurades, pels territoris d'Olmedo i Arévalo.
Encara que va encarregar-se de l'organització de les diòcesis, de fet va viure a Zamora. Des d'allà va cooperar amb el cunyat d'Alfons VI, el comte Ramon de Borgonya. Tanmateix, amb la mort de Ramon el 1107 i d'Alfons VI el 1109, probablement es convertí en una figura important en aquesta època entre aquestes comunitats cristianes naixents. Això es deu al fet del regnat problemàtic d'Urraca I de Lleó, en constant conflicte, a causa de la rivalitat amb la seva mitja germana, la comtessa Teresa de Portugal, Urraca no va posar atenció en les terres de frontera. Sembla que Jeroni va apropar-se al bàndol de Teresa, segons confirma una carta de l'1 d'agost de 1112.
A la mort de Jeroni, per la seva especial presència a Zamora, la ciutat va demanr un bisbat per la seva ciutat, quelcom que va atorgar la reina Urraca, la qual hi instal·la un altre prelat originari de Perigord, Bernat. La creació d'aquest bisbat va provocar disputes amb els adjacents.